# Janomima westwoodi
Janomima westwoodi är en fjärilsart som beskrevs av Aurivillius 1901. Janomima westwoodi ingår i släktet Janomima och familjen Eupterotidae. Inga underarter finns listade i Catalogue of Life.